# ستيف هوغ
ستيف هوغ (بالإنجليزية: Steve Hogg)‏ (14 فبراير 1960 - ) هو لاعب كرة قدم أسترالي في مركز الدفاع. شارك مع منتخب أستراليا لكرة القدم. أما مع النوادي، فقد لعب مع كوينزلاند ليونز ونادي كانبيرا سيتي.

## وصلات خارجية
- ستيف هوغ على موقع ناشيونال فوتبول تيمز (الإنجليزية)